# Oh Sang-eun
Pour les articles homonymes, voir Oh.
Dans ce nom coréen, le nom de famille, Oh, précède le nom personnel Sang-eun.
Oh Sang-Eun est un joueur de tennis de table originaire de Corée du Sud né le 13 avril 1977. Il figure dans le top 10 du classement mondial ITTF de juillet 2005 à mai 2008.

## Carrière professionnelle
Il commence sa carrière en 1996. Il a remporté six titres en simple (2005 : Corée, Chili, États-Unis; 2006 : Taipei; 2007 : Corée; 2009 : Japon) sur le circuit international et sept titres en double. Lors des Jeux olympiques d'été de 2000 à Sydney, il échoue en double au stade des quarts de finale sur la paire française Patrick Chila/Jean-Philippe Gatien. 
Sa meilleure performance en Championnat du monde a lieu en 2005 à Shanghai lorsqu'il va jusqu'en demi-finale. Avec la sélection nationale de Corée du Sud, il est vice champion du monde par équipe en 2006, et médaillé de bronze en 2004. Il remporte son plus beau titre à Taipei en 2006 lors d'une étape du Pro-Tour. Le 13 juin 2009, il remporte l'open du Japon qui se déroulait à Wakayama.
Il est classé no 14 mondial en juin 2009.